# Dasypeltis fasciata
Dasypeltis fasciata — вид змій роду яйцева змія (Dasypeltis) родини полозових (Colubridae). Інша назва— яйцева змія центральноафриканська.

## Поширення
Цей вид зустрічається в Камеруні, Кот-д'Івуарі, Габоні, Гамбії, Гані, Гвінеї, Гвінея-Бісау, Ліберії, Малі, Нігерії, Уганді, Центральноафриканській Республіці, Республіці Конго, Демократичній Республіці Конго, Сенегалі, Сьєрра-Леоне, Чаді і Того. Можливо присутній у Беніні.

## Опис
Сягає в середньому 60 см завдовжки (максимальна спостережувана довжина: 102 см). Спина від оливково-сірого до червонуватого забарвлення з жовтуватими плямами або поперечними лініями. Черево рівномірно сірувато-коричневе. Голова невелика і не дуже відрізняється від шиї. Морда округла. Очі середнього розміру.